# Zoo Hannover

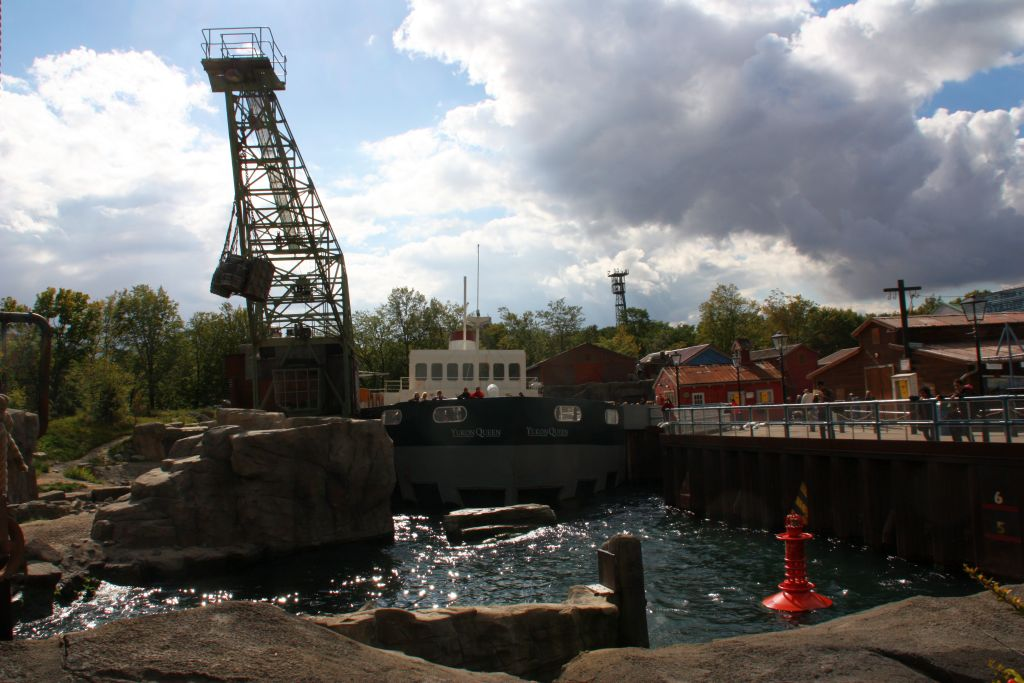
"Yukon Bay"

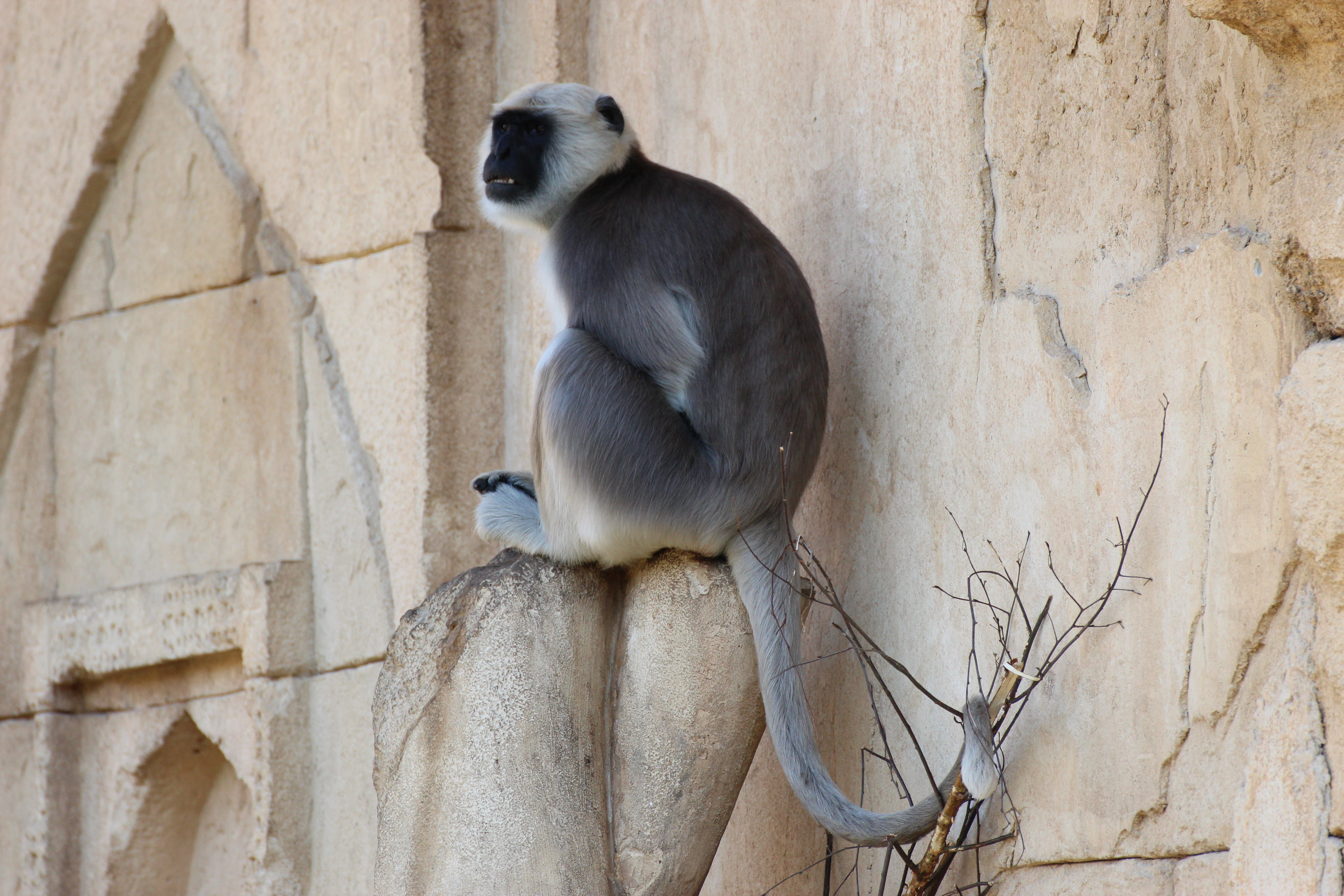
Hoelman in het "Dschungelpalast"

Erlebnis-Zoo Hannover is de dierentuin van de Duitse stad Hannover in de deelstaat Nedersaksen, die werd geopend op 1865. In de 22 hectare grote dierentuin worden meer dan 3.000 dieren uit circa 230 soorten gehouden.

## Geschiedenis
Zoo Hannover werd in 1865 geopend. Koning George V van Hannover schonk twee jonge bruine beren aan de nieuwe dierentuin. Vanaf de opening kampte de dierentuin met financiële problemen. In 1920 werd de dierentuin inclusief alle schulden overgenomen door de stad Hannover. Van 1922 tot 1924 werd de dierentuin zelfs gesloten en vele dieren werden verkocht. Een burgerinitiatief leidde uiteindelijk tot de heropening. Door bombardementen in oktober en november 1943 tijdens de Tweede Wereldoorlog werd de dierentuin voor een aanzienlijk deel verwoest en moest tot mei 1946 gesloten blijven. Zoo Hannover werd na de oorlog nieuw ingericht met ruimere verblijven en minder tralies. Vooral droge grachten werden gebruikt als afscheiding tussen de bezoekers en de dieren. Na nieuwe crisis begin jaren negentig werd in 1995 het Masterplan "Zoo 2000" opgesteld om de dierentuin attractiever te maken. In 1996 werd met "Gorillaberg" het eerste themagebied geopend. "Dschungelpalast" volgde in 1997. In de jaren daarna werd in fases "Sambesi" opgeleverd. In 2010 werden de themagebieden "Outback" en "Yukon Bay" geopend.

## Beschrijving
Zoo Hannover is tegenwoordig een "Erlebnis-Zoo": de dierentuin in opgesplitst in gethematiseerde parkdelen ("Themenwelten") met naast diersoorten die kenmerkend zijn voor het gerepresenteerde gebied ook gethematiseerde gastronomie, winkels, shows en attracties zoals een boottocht met tow boat ride tussen de dierenverblijven.

### Sambesi
Het parkdeel "Sambesi" richt zich op de diersoorten van zuidelijk Afrika. Hier zijn onder meer antilopen, nijlpaarden, zwarte neushoorns, Berberleeuwen en watervogels te zien. In dit parkdeel ligt ook een gemeenschappelijk verblijf voor addaxen en Somalische wilde ezels, twee soorten uit noordelijk Afrika die eigenlijk buiten het thema vallen. Voor het voortbestaan van beide bedreigde hoefdieren speelt Zoo Hannover een belangrijke rol door deelname aan het internationale fokprogramma en herintroductieprogramma’s.

### Yukon Bay
Het parkdeel "Yukon Bay" is vormgegeven als een oud kuststadje uit de tijd van de goudkoorts in de Yukon aan het eind van de negentiende eeuw. Het eerste deel van Yukon Bay is een bosgebied met verblijven voor soorten als de Amerikaanse wolf, kariboe en bosbizon. In de haven van "Yukon Bay" leven onder meer ijsberen, noordelijke zeeberen en kegelrobben.

### Gorillaberg
"Gorillaberg" bestaat uit twee gebouwen met omliggende buitenverblijven voor mensapen, gibbons, apen en maki's.

### Dschungelpalast
Het "Dschungelpalast" is vormgegeven als een vervallen maharadjapaleis uit India met verblijven voor Aziatische olifanten, hoelmans, tijgers en panters.

### Outback
Rondom een nagebouwd klein Australisch dorpje uit de Outback leven kangoeroes, emoes, wombats en papegaaien.

### Meyers Hof
Meyers Hof is een boerderij met diverse huisdieren. Aangrenzend liggen verder een speeltuin, restaurant en volières voor roofvogels.

## Fokprogramma's
Het park neemt deel aan meerdere internationale fokprogramma's en coördineert en beheert de EEP-stamboeken voor de addax, de Roanantilope, de Kirks dikdik, dril, de Voor-Indische hoelman, de Noord-Afrikaanse struisvogel.